# Hylaeus phaeoscapus
Hylaeus phaeoscapus là một loài Hymenoptera trong họ Colletidae. Loài này được Snelling mô tả khoa học năm 1982.